# إليزابيث آن بونير
إليزابيث آن بونير (بالإنجليزية: Elizabeth Anne Bonner)‏ هي كاتِبة أمريكية، ولدت في 1924، وتوفيت في 1981.